# Win Lose or Draw
Win Lose or Draw är den amerikanske rapparen Pras andra album, släppt 2005. Den japanska versionen av albumet innehåller två bonuslåtar: Light My Fire (DJ Swami Remix) och Dreamin' (Euro Remix). Albumets enda singel är "Haven't Found".

## Låtlista
1. "Win Lose or Draw" (producerad av Eric Johnson, Frank Sneed & Michael Peeples)
2. "Dreamin'" (producerad av Eric Johnson, Frank Sneed & Michael Peeples)
3. "Light My Fire" (producerad av Brandon Parrot & Pras Michel)
4. "Dance Hall" (feat. Sean Paul & Spragga Benz) (producerad av Pras Michel & Salaam Remi)
5. "Haven't Found" (producerad av Pras Michel)
6. "For Love" (producerad av Wyclef Jean)
7. "Mistakes" (producerad av Pras Michel)
8. "Angels Sing" (feat. Wyclef Jean) (producerad av Wyclef Jean)
9. "Mr. Martin" (feat. Akon) (producerad av Wyclef Jean)
10. "One Monkey Don't Stop the Show"
11. "Friend A' Foe" (producerad av Eric Johnson, Frank Sneed & Michael Peeples)
12. "Party's Ova'" (producerad av Wyclef Jean)
13. "Ghetto Politics" (producerad av Pras Michel & Temp)
14. "How It Feels" (producerad av Pras Michel)